# Anidrytus pantherinus
Anidrytus pantherinus es una especie de coleóptero de la familia Endomychidae.

## Distribución geográfica
Habita en Panamá.